# Grbovi dalmatinskog komunalnog plemstva

## Grbovnik dalmatinskog komunalnog plemstva
Grbovnik je zbirka nacrtanih ili naslikanih grbova, može sadržavati i opis grbova (blazon).
- Grbovi dalmatinskog komunalnog plemstva – A
- Grbovi dalmatinskog komunalnog plemstva – B
- Grbovi dalmatinskog komunalnog plemstva – C
- Grbovi dalmatinskog komunalnog plemstva – Ć, Č
- Grbovi dalmatinskog komunalnog plemstva – D, Đ, Dž
- Grbovi dalmatinskog komunalnog plemstva - E
- Grbovi dalmatinskog komunalnog plemstva – F
- Grbovi dalmatinskog komunalnog plemstva – G
- Grbovi dalmatinskog komunalnog plemstva – H
- Grbovi dalmatinskog komunalnog plemstva – I
- Grbovi dalmatinskog komunalnog plemstva – J
- Grbovi dalmatinskog komunalnog plemstva – K
- Grbovi dalmatinskog komunalnog plemstva – L, Lj
- Grbovi dalmatinskog komunalnog plemstva – M
- Grbovi dalmatinskog komunalnog plemstva – N, Nj
- Grbovi dalmatinskog komunalnog plemstva – O
- Grbovi dalmatinskog komunalnog plemstva – P
- Grbovi dalmatinskog komunalnog plemstva – Q
- Grbovi dalmatinskog komunalnog plemstva – R
- Grbovi dalmatinskog komunalnog plemstva – S
- Grbovi dalmatinskog komunalnog plemstva – Š
- Grbovi dalmatinskog komunalnog plemstva – T
- Grbovi dalmatinskog komunalnog plemstva – U
- Grbovi dalmatinskog komunalnog plemstva – V
- Grbovi dalmatinskog komunalnog plemstva – Z
- Grbovi dalmatinskog komunalnog plemstva – Ž